# Mahuva
Mahuva es una ciudad de la India en el distrito de Bhavnagar, estado de Guyarat.

## Geografía
Se encuentra a una altitud de 15 m s. n. m. a 298 km de la capital estatal, Gandhinagar, en la zona horaria UTC +5:30.

## Demografía
Según estimación 2011 contaba con una población de 79 658 habitantes.